# Pont de la Torra
El Pont de la Torra és una obra de Fígols i Alinyà (Alt Urgell) inclosa a l'Inventari del Patrimoni Arquitectònic de Catalunya.

## Descripció
Se'n conserven les restes dels estreps a banda i banda del riu, a tocar de l'ultim Pont Nou. A sobre encara existeixen les restes de l'antiga torra. És un pont sobre el riu Segre. El Pont Nou de la Torra està a 512 metres, on la carretera guanya la vora esquerra del riu per un Pont de Pedra d'una sola arcada. Sobre la penya, dalt del vessant dret i a uns 20 metres per damunt de la carretera es veuen les desterres de la torra circular que devia donar nom al pont.

## Història
Aquest Pont fou volat en la guerra civil espanyola del 1936. L'actual és a tocar del vell.